# Santana de Maza
Santana de Maza es una parroquia española del concejo de Piloña, perteneciente a la comunidad autónoma de Asturias. En 2023, tenía empadronados 63 habitantes.